# Bissen (adfærd)
 For alternative betydninger, se Bissen. (Se også artikler, som begynder med Bissen)
Bissen (det at bisse) er en masseimpuls blandt flokdyr eller en flok af mennesker, hvor flokken samlet begynder at løbe uden klar retning eller formål.
Arter der forbindes med bisse adfærd er bl.a. kvæg, elefanter, stribede gnuer (Connochaetes taurinus), hvalrosser, vildheste, næsehorn og mennesker.